# Futbol'nyj Klub Zenit Sankt-Peterburg
Il Futbol'nyj Klub Zenit Sankt-Peterburg (in russo Футбольный Клуб "Зенит" Санкт-Петербург?), noto in lingua italiana come Zenit San Pietroburgo o semplicemente Zenit, è una società calcistica russa con sede nella città di San Pietroburgo. Milita nella Prem'er-Liga, la massima divisione del campionato russo di calcio, e disputa le partite casalinghe alla Gazprom Arena di San Pietroburgo.
Fondato nel 1925 con il nome di Krasnaja Zarja Leningrado, dal 1936 si è chiamato Zenit Leningrado e, dal 1991, è denominato Zenit San Pietroburgo.
Nella sua bacheca figurano, a livello nazionale, un campionato sovietico, dieci campionati russi, una Coppa dell'URSS, una Supercoppa dell'URSS, cinque Coppe di Russia, otto Supercoppe di Russia e una Coppa del campionato russo (nell'unica edizione del torneo). A livello internazionale lo Zenit ha vinto una Coppa UEFA (2007-2008) e una Supercoppa UEFA (2008).

## Storia

### Epoca sovietica (1925-1991)
Il club fu fondato il 25 maggio 1925 con il nome di Krasnaja Zarja Leningrado. Nel 1936 cambiò nome in Zenit Leningrado. Esordì ben presto nella massima serie del campionato sovietico di calcio. Retrocesso nel 1938, poté partecipare alla massima serie nel 1940 solo grazie alla fusione con i concittadini dello Stalinec. Nel 1941 ci fu una nuova fusione con i concittadini del Krasnaya Zarya e dell'Avangard, per dar vita al ProfSoyuzy, che però cambiò immediatamente nome in Zenit.
Il primo successo il club lo colse in piena seconda guerra mondiale, quando nel 1944 vinse la sua prima Coppa dell'Unione Sovietica battendo il CSKA Mosca. Seguirono lunghi decenni di piazzamenti dignitosi in massima divisione sovietica.
Nel 1967 lo Zenit finì ultimo nel campionato sovietico, ma venne salvato dalla politica, che decise che non era il caso di far retrocedere un club di Leningrado proprio nell'anno del 50º anniversario della rivoluzione bolscevica.
Negli anni ottanta il club raggiunse altri importanti traguardi: il terzo posto nel campionato 1980, anno in cui il club divenne proprietà dell'azienda ottica LOMO, la finale della Coppa dell'Unione Sovietica del 1984, e, nello stesso anno, il successo più importante, la vittoria del titolo sovietico, ottenuta con 7 punti di vantaggio sullo Spartak Mosca secondo classificato. L'anno successivo vinse anche la Supercoppa sovietica.

### Era post-sovietica (1991-oggi)

#### Anni 1990
Dopo la dissoluzione dell'Unione Sovietica, nel 1992 il club retrocesse nella seconda serie del campionato russo e solo nel 1995 fu promosso nella massima serie, grazie al terzo posto in Pervaja liga. Nel 1996 giunse in semifinale nella Coppa di Russia, trofeo che vinse per la prima volta nel 1999.

#### Anni 2000
Nel 2001 la squadra di San Pietroburgo si piazzò terza in campionato e nel 2002 decima in campionato e fu finalista della Coppa di Russia. Nel 2003, sotto la guida del nuovo tecnico Vlastimil Petržela, si classificò seconda in Prem'er-Liga e si aggiudicò anche la prima e unica edizione della Coppa del campionato russo.

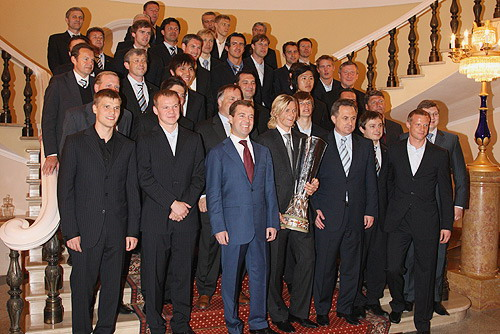
Lo Zenit vincitore della Coppa UEFA 2007-2008, ricevuto dal presidente russo Medvedev.

Nel dicembre del 2005 il club passò sotto il controllo dal colosso petrolifero Gazprom, che rilevò la quota di maggioranza dello Zenit e stanziò 100 milioni di dollari in nuovi acquisti e nella costruzione di un nuovo stadio che sostituisse il Petrovskij.
Eliminato ai quarti di finale della Coppa UEFA 2005-2006, lo Zenit iniziò male il campionato e nel luglio 2006 Petržela fu esonerato e sostituito dall'olandese Dick Advocaat.
Nel novembre 2007, sotto la guida di Dick Advocaat, la squadra si aggiudicò per la prima volta il campionato russo, inanellando 10 vittorie nelle ultime 11 giornate. Nel 2008 lo Zenit di Advocaat vinse per la prima volta la Supercoppa di Russia (2-1 al Lokomotiv Mosca nel marzo 2008) e fu artefice di grandi imprese in Coppa UEFA. Dopo aver eliminato Villarreal ai sedicesimi di finale, Olympique Marsiglia agli ottavi, Bayer Leverkusen (battuto per 4-1 in casa) ai quarti di finale, estromise dalla competizione anche il più quotato Bayern Monaco in semifinale. La partita di andata all'Allianz Arena terminò 1-1, mentre nella gara di ritorno allo stadio Petrovskij i russi vinsero per 4-0, infliggendo ai bavaresi la loro sconfitta più larga nella storia delle coppe europee. In finale, il 14 maggio al City of Manchester Stadium, lo Zenit affrontò i Rangers e si impose per 2-0, dopo aver dominato per tutta la gara. Per la squadra russa fu il primo trofeo vinto a livello europeo. Lo Zenit riuscì anche a piazzare un proprio giocatore, l'attaccante Pogrebnjak, autore di 10 reti, in cima alla classifica dei marcatori del torneo, alla pari di Luca Toni del Bayern Monaco.
Il 29 agosto 2008, allo stadio Louis II di Monaco, lo Zenit si aggiudicò la Supercoppa europea, battendo i detentori della UEFA Champions League, gli inglesi del Manchester Utd, ed entrando in tal modo a pieno titolo tra le grandi del calcio europeo. Nella stagione 2008-2009 la squadra pietroburghese esordì in UEFA Champions League, dove fu inserita nel girone di Real Madrid, Juventus e Bate Borisov. Nonostante le aspettative, complice anche la notevole difficoltà del girone, i risultati faticarono ad arrivare e i russi non andarono oltre il terzo posto, ottenendo comunque l'accesso alla Coppa UEFA. Nel novembre 2008 chiusero poi il campionato al quinto posto.

#### Anni 2010

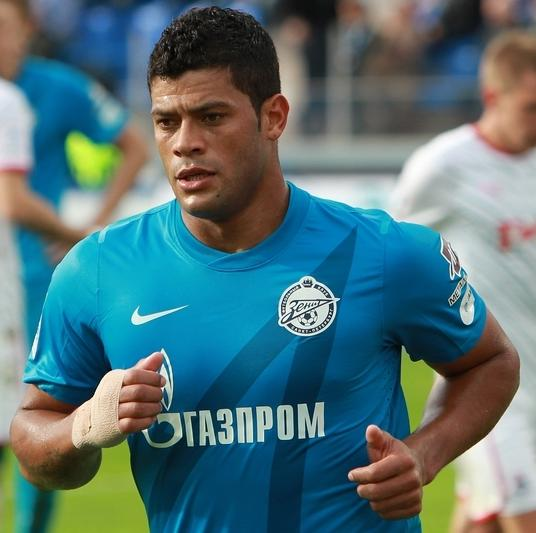
Givanildo Vieira de Souza, detto Hulk, fu acquistato per 55 milioni di euro e vestì la maglia della squadra fino al 2016

Nel novembre 2009 lo Zenit concluse terzo in campionato. L'11 dicembre, un mese dopo la fine del campionato, il club ufficializzò l'ingaggio del tecnico italiano Luciano Spalletti, con contratto triennale. Il 16 maggio 2010 il tecnico toscano condusse la compagine di San Pietroburgo alla vittoria, la seconda nella sua storia, della Coppa di Russia, grazie al successo in finale contro il Sibir' Novosibirsk.
Nell'estate 2010 lo Zenit acquistò Aleksandr Bucharov, Sergej Semak, Aleksandar Luković e Bruno Alves. Il 25 agosto 2010, perdendo contro l'Auxerre, lo Zenit fallì l'accesso alla fase a gironi della UEFA Champions League, ma proseguì il proprio cammino europeo in Europa League. Con il tecnico italiano la squadra di San Pietroburgo impose la propria leadership in campionato. Il 3 ottobre 2010 stabilì un record per il campionato russo, facendo registrare 21 partite consecutive senza sconfitte. Il 27 ottobre arrivò la prima sconfitta in campionato, contro lo Spartak Mosca. Lo Zenit vinse la Prem'er-Liga 2010 con due giornate di anticipo, il 14 novembre 2010, tornando al successo finale in campionato dopo tre anni. Dopo 16 giornate la squadra aveva ottenuto ben 40 punti (frutto di 12 vittorie e 4 pareggi), stabilendo un nuovo record per la massima divisione russa dopo 16 turni.
Il 6 marzo 2011 lo Zenit si aggiudicò per la seconda volta la Supercoppa di Russia, battendo per 1-0 il CSKA Mosca allo stadio Kuban' di Krasnodar. Undici giorni dopo fu eliminato dal Twente agli ottavi di finale di Europa League.

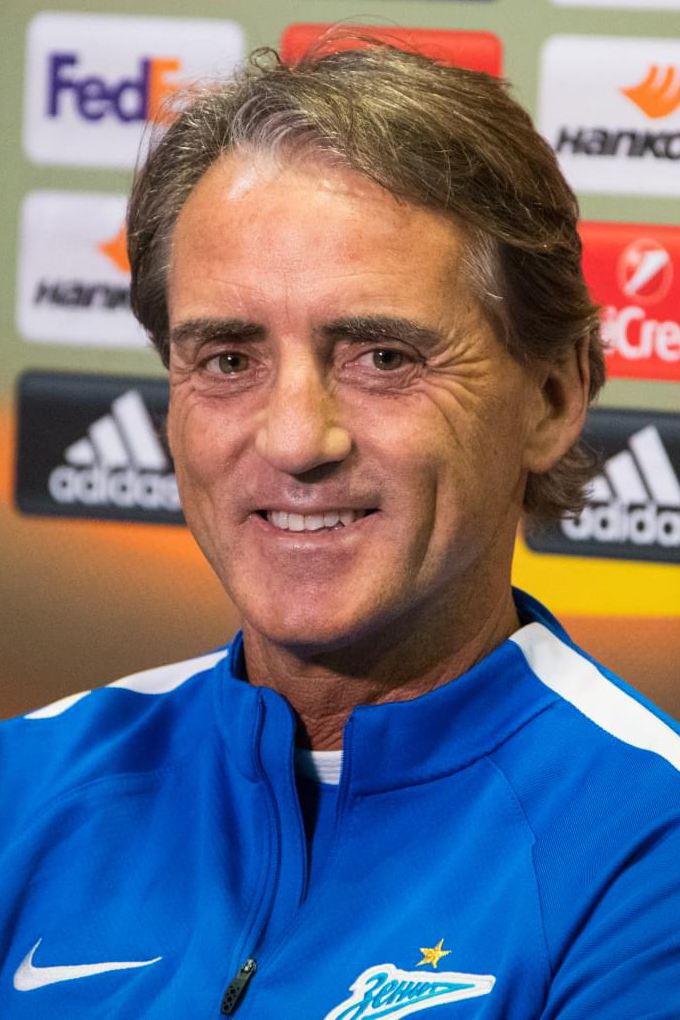
Roberto Mancini, allenatore dello Zenit dal giugno 2017 al maggio 2018.

Il 6 dicembre 2011 lo Zenit ottenne per la prima volta la qualificazione alla fase a eliminazione diretta della UEFA Champions League, arrivando secondo in un gruppo comprendente anche Porto, Šachtar e APOEL. Agli ottavi di finale lo Zenit fu eliminato dal Benfica (vittoria per 3-2 in Russia e sconfitta per 2-0 a Lisbona).
Il 9 febbraio 2012 Spalletti firmò un prolungamento di contratto al 2015, assumendo anche il ruolo di manager.
Il 28 aprile 2012 lo Zenit di Spalletti bissò il successo della stagione precedente, battendo per 2-1 la Dinamo Mosca, portandosi così a +15 dalle dirette inseguitrici, il CSKA Mosca e appunto la Dinamo Mosca, e aggiudicandosi il titolo nel primo campionato russo terminato in primavera, con ben tre giornate d'anticipo. Per il tecnico toscano si trattò del quarto trofeo vinto alla guida della squadra.
Per la stagione 2012-2013 la squadra condusse una dispendiosa campagna acquisti, con il doppio acquisto da 80 milioni (40 e 40) del brasiliano del Porto Hulk e del centrocampista del Benfica Axel Witsel. In campionato la compagine azzurra si piazzò seconda a due punti dal CSKA Mosca. Al termine della stagione allo Zenit mancheranno tuttavia i punti della partita persa 0-3 a tavolino contro la Dinamo a causa degli incidenti provocati dai propri tifosi.
L'11 marzo 2014, a seguito di risultati negativi in campionato e in UEFA Champions League, Spalletti fu esonerato dopo aver vinto solo 2 delle ultime 12 partite ufficiali. Gli subentrò, come traghettatore, l'ex calciatore dello Zenit Sergej Semak, poi rimpiazzato dopo alcuni giorni dal portoghese André Villas-Boas, con cui la squadra concluse il campionato al secondo posto, ad un solo punto dal CSKA Mosca.
Nel 2014-2015 lo Zenit tornò a vincere il campionato russo, il primo dell'era Villas-Boas, con un ruolino di marcia di 20 vittorie e 7 pareggi e 3 sole sconfitte in 30 giornate, concludendo il torneo con 7 punti di vantaggio sul CSKA Mosca. Si aggiudicò anche la Supercoppa di Russia, battendo il Lokomotiv Mosca per 4-2 dopo i tiri di rigore (1-1 dopo 120 minuti).
Nel 2015-2016, l'ultima annata con Villas-Boas in panchina, come comunicato in anticipo dallo stesso tecnico, lo Zenit concluse terzo, a sei punti dal CSKA Mosca campione e alle spalle della sorpresa Rostov. In UEFA Champions League la squadra fece registrare la propria migliore performance di sempre, vincendo cinque partite su sei della fase a gironi, dove affrontò Valencia, Lione e Gent (l'unica sconfitta dei russi si verificò solo nell'ultima e ininfluente gara contro il Gent). Agli ottavi di finale lo Zenit si arrese nuovamente al Benfica.
Nella stagione 2016-2017 sulla panchina dello Zenit sedette il tecnico rumeno Mircea Lucescu, che raggiunse il terzo posto in campionato e non fu confermato. Gli subentrò Roberto Mancini, sotto la cui guida la squadra, nel 2017-2018, non andò oltre un deludente quinto posto, mancando l'accesso alla UEFA Champions League; il contratto con il tecnico italiano fu dunque rescisso consensualmente nel maggio 2018.
La dirigenza individuò, con contratto biennale, il successore di Mancini in Sergej Semak, ex bandiera del club da calciatore ed ex allenatore dello Zenit. Il ruolo di direttore sportivo fu affidato invece allo spagnolo Javier Ribalta, che ingaggiò Claudio Marchisio, svincolatosi dalla Juventus. In estate la squadra disputò il terzo turno preliminare di UEFA Europa League 2018-2019, in cui si rese protagonista di una rimonta pregevole: la Dinamo Minsk batté per 4-0 i russi nel match di andata, ma al ritorno lo Zenit eguagliò il risultato, portando l'incontro ai supplementari, dove le emozioni si alternarono. Al 99º minuto i bielorussi trovarono il gol portando il risultato sul 4-1. A questo punto i russi, che si trovarono anche in inferiorità numerica, per superare il turno dovrebbero vincere almeno per 6-1. Lo Zenit trovò il gol al 108º minuto, per poi siglare la rete della momentanea qualificazione al 116º. Il club di San Pietroburgo fu in grado di realizzare altri due gol: il risultato finale di 8-1 fu il frutto di una rimonta senza precedenti, la più ampia registrata nella storia di una competizione europea. Superato il Molde, non senza difficoltà, lo Zenit ebbe accesso ai gironi, che superò da prima classificata prima di eliminare ai sedicesimi di finale il Fenerbahçe e poi cadere agli ottavi contro il Villarreal. L'annata sarà comunque quella del ritorno, dopo quattro anni, al successo in campionato, vinto con tre giornate di anticipo.

#### Anni 2020
La stagione 2019-2020 si aprì con la sconfitta in Supercoppa di Russia contro il Lokomotiv Mosca (2-3) e fu segnata dalla lunga sospensione dovuta alla pandemia di COVID-19. La squadra di Semak riuscì a bissare il titolo dell'anno precedente, aggiudicandosi nuovamente il campionato, con quattro giornate di anticipo. Il successo in campionato fu replicato nel 2020-2021 con due giornate di anticipo e fu accompagnato dalla vittoria della Supercoppa di Russia, ottenuta battendo per 2-1 il Lokomotiv Mosca.

## Allenatori

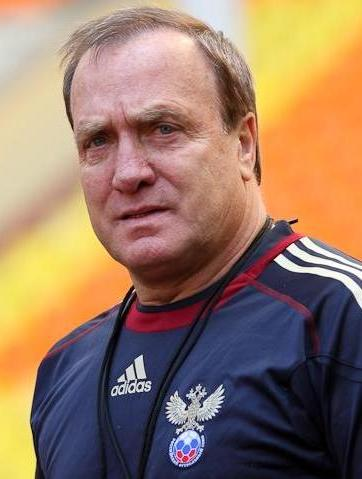
Dick Advocaat, l'allenatore olandese dei trionfi in Europa.

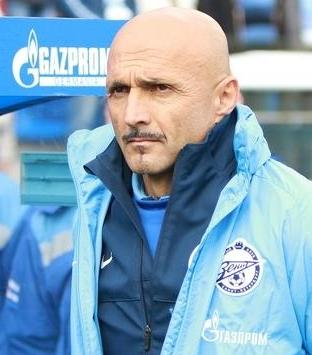
Luciano Spalletti, alla guida dello Zenit dal dicembre 2009 al marzo 2014.

- Pёtr Filippov (1936-1937; 1940)
- Michail Judenič (1938-1939)
- Konstantin Egorov (1939)
- Konstantin Lemešev (1941-1945; 1948-1950)
- Michail Butusov (1946)
- Ivan Talanov (1946-1948)
- Georgij Lasin (1950-1951)
- Vladimir Lemešev (1952-1954)
- Nikolaj Ljukšinov (1954-1955)
- Arkadij Alov (1956-1957; 1967)
- Georgij Žarkov (1957-1960)
- Gennadij Bondarenko (1960)
- Evgenij Eliseev (1961-1964)
- Valentin Fedorov (1964-1966)
- Artem Faljan (1968-1970)
- Evgenij Gorjanskij (1970-1972)
- German Zonin (1973-1977)
- Jurij Morozov (1977-1982; 1991; 2000-2002)
- Pavel Sadyrin (1983-1987; 1995-1996)
- Vladimir Golubev (1987; 1989)
- Stanislav Zavidonov (1988-1989)
- Anatolij Kon'kov (1990)
- Vjačeslav Bulavin (1990)
- Vjačeslav Melnikov (1992-1994)
- Anatolij Byšovec (1997-1998)
- Anatolij Davydov (1998-2000; 2009)
- Michail Birjukov (2002)
- Boris Rappoport (2002)
- Vlastimil Petržela (2003-2006)
- Dick Advocaat (2006-2009)
- Luciano Spalletti (2009-2014)
- André Villas-Boas (2014-2016)
- Mircea Lucescu (2016-2017)
- Roberto Mancini (2017-2018)
- Sergej Semak (2018-)

## Calciatori

### Capitani
| Nome               | Anno      |
| ------------------ | --------- |
| Aleksej Naumov     | 1992      |
| Oleg Dmitriev      | 1993-94   |
| Vladimir Kulik     | 1995-96   |
| Jurij Vernydub     | 1997-2000 |
| Andrej Kobelev     | 2000-01   |
| Aleksej Igonin     | 2001-03   |
| Vladislav Radimov  | 2003-07   |
| Andrej Aršavin     | 2007      |
| Erik Hagen         | 2007      |
| Anatolij Tymoščuk  | 2007-09   |
| Vjačeslav Malafeev | 2009      |
| Aleksandr Anjukov  | 2009-12   |
| Vjačeslav Malafeev | 2012      |
| Danny              | 2012-13   |
| Roman Širokov      | 2013      |
| Danny              | 2014-17   |
| Domenico Criscito  | 2017-18   |
| Aleksandr Anjukov  | 2018-19   |
| Branislav Ivanović | 2019-20   |
| Artëm Dzjuba       | 2020-2022 |
| Douglas Santos     | 2022-     |

## Palmarès

### Competizioni nazionali
- Campionato sovietico: 1

1984
- Coppa dell'URSS: 1

1944
- Supercoppa dell'URSS: 1

1985
- Campionato russo: 10  (record condiviso con lo Spartak Mosca)

2007, 2010, 2011-2012, 2014-2015, 2018-2019, 2019-2020, 2020-2021, 2021-2022, 2022-2023, 2023-2024
- Coppa di Russia: 5

1998-1999, 2009-2010, 2015-2016, 2019-2020, 2023-2024
- Supercoppa di Russia: 9  (record)

2008, 2011, 2015, 2016, 2020, 2021, 2022, 2023, 2024
- Coppa del campionato russo: 1

2003

### Competizioni internazionali
- Coppa UEFA: 1  (record russo a pari merito con il CSKA Mosca)

2007-2008
- Supercoppa UEFA: 1  (record russo)

2008

## Statistiche

### Statistiche di squadra

#### Periodo sovietico
- Stagioni nella Vysšaja Liga: 48
- Stagioni nella Pervaja Liga: 5
- Miglior piazzamento in Vysšaja Liga: 1º (1 volta)
- Peggior piazzamento in Vysšaja Liga: 19º (1967)
- Miglior vittoria in Vysšaja Liga: 7-0 (Žalgiris Vilnius - 1962)
- Peggior sconfitta in Vysšaja Liga: 0-8 (Dinamo Mosca - 1949)
- Maggior numero di vittorie in una stagione: 19 (1950 e 1984)
- Minor numero di sconfitte in una stagione: 5 (1952, 1958)
- Maggior numero di punti in una stagione: 47 (1984)
- Maggior numero di gol fatti in una stagione: 70 (1950)
- Miglior piazzamento in Coppa dell'URSS: 1º (1 volta)
- Miglior vittoria in Coppa dell'URSS: 8-1 (T'orp'edo Kutaisi - 1981)
- Peggior sconfitta in Coppa dell'URSS: 7-0 (CSKA Mosca - 1945)

#### Periodo post-sovietico
- Stagioni nella Prem'er-Liga: 18[13]
- Stagioni nella Pervyj divizion: 3
- Miglior piazzamento in Prem'er-Liga: 1º (3 volte)
- Peggior piazzamento in Prem'er-Liga: 16º (1992)
- Miglior vittoria in Prem'er-Liga: 8-1 (Luč-Energija Vladivostok - 2008)
- Peggior sconfitta in Prem'er-Liga: 7-1 (Dinamo Mosca - 2003)
- Maggior numero di vittorie in una stagione: 20 (2010)
- Minor numero di sconfitte in una stagione: 2 (2010)
- Maggior numero di punti in una stagione: 68 (2010)
- Maggior numero di gol fatti in una stagione: 61 (2010)
- Miglior piazzamento in Coppa di Russia: 1º (2 volte)
- Miglior vittoria in Coppa di Russia: 9-3 (Dinamo Mosca - 2007)
- Peggior sconfitta in Coppa di Russia: 0-4 (Lokomotiv Mosca - 1995)

#### Coppe europee
- Partecipazioni alla Coppa dei Campioni: 5
- Partecipazioni alla Coppa UEFA: 11
- Partecipazioni alla Coppa Intertoto: 1
- Migliore vittoria in Europa: 5-1 (AEK Atene - Coppa UEFA 2004-2005)
- Peggiore sconfitta in Europa: 5-0 (Bruges - Coppa UEFA 1987-1988; Stoccarda - Coppa UEFA 1989-1990)

### Statistiche individuali

#### Periodo sovietico
| Primatisti di presenze - 402 - Lev Burčalkin (1957-1972) - 370 - Anatolij Davydov (1975-1988; 1997) - 336 - Vladimir Golubev (1968-1981) - 333 - Pavel Sadyrin (1965-1975) - 333 - Michail Birjukov (1980-1991) - 329 - Michail Lochov (1967-1974; 1976-1979) - 297 - Nikolaj Larionov (1975-1976; 1979-1991) - 293 - Vladimir Klement'ev (1976-1988) - 289 - Leonid Ivanov (1939-1956) - 288 - Aleksej Stepanov (1980-1990) | Primatisti di reti - 78 - Lev Burčalkin (1957-1972) - 72 - Vladimir Klement'ev (1976-1988) - 69 - Jurij Želudkov (1976-1988) - 65 - Vladimir Kazačënov (1971-1975; 1979-1983) - 51 - Anatolij Korotkov (1941; 1947-1951) - 50 - Ivan Komarov (1946-1952) - 47 - Aleksandr Ivanov (1950-1960) - 46 - Fridrich Marjutin (1946-1956) - 40 - Boris Čuchlov (1979-1989) - 38 - Sergej Dmitrev (1982-1988; 1995-1996) |

#### Periodo post-sovietico
| Primatisti di presenze - 442 - Vjačeslav Malafeev (1999-2016) - 389 - Andrej Aršavin (2000-2008; 2012; 2013-2015) - 358 - Aleksandr Keržakov (2001-2006; 2010-2015; 2016-2017) - 352 - Igor' Denisov (2002-2013) - 341 - Aleksandr Anjukov (2005-oggi) - 283 - Konstantin Zyrjanov (2007-2014) - 268 - Nicolas Lombaerts (2007-2017) - 253 - Oleksandr Horškov (1997-2001; 2004-2008) - 233 - Danny (2008-2017) - 224 - Domenico Criscito (2011-2018) | Primatisti di reti - 158 - Aleksandr Keržakov (2001-2006; 2010-2015; 2016-2017) - 89 - Andrej Aršavin (2000-2008; 2012; 2013-2015) - 87 - Vladimir Kulik (1991-1996)* - 78 - Hulk (2012-2016) - 62 - Danny (2008-2017) - 43 - Roman Širokov (2008-2013) - 42 - Igor' Zazulin (1992-1999)* - 41 - Hennadyj Popovyč (1997-2001)* - 39 - Pavel Pogrebnjak (2007-2009) - 39 - Konstantin Zyrjanov (2007-2014) |

## Tifoseria
La tifoseria della prima squadra di San Pietroburgo si è resa artefice di molteplici atti a sfondo razzista, nazionalista e maschilista. L'11 novembre 2007 un giovane di origini tanzaniane, Maira Mkama, è stato oggetto di un'aggressione con accoltellamento e perdita del rene; il giovane era uscito per festeggiare la vittoria dello Zenit. L'anno successivo, durante una gara di Coppa UEFA disputatasi il 12 marzo 2008, tifosi dello Zenit hanno impiccato una scimmia di peluche, gettato banane in campo ed intonato cori razzisti. Per quest'ultima condotta, la società è stata multata di 40 000 franchi svizzeri.

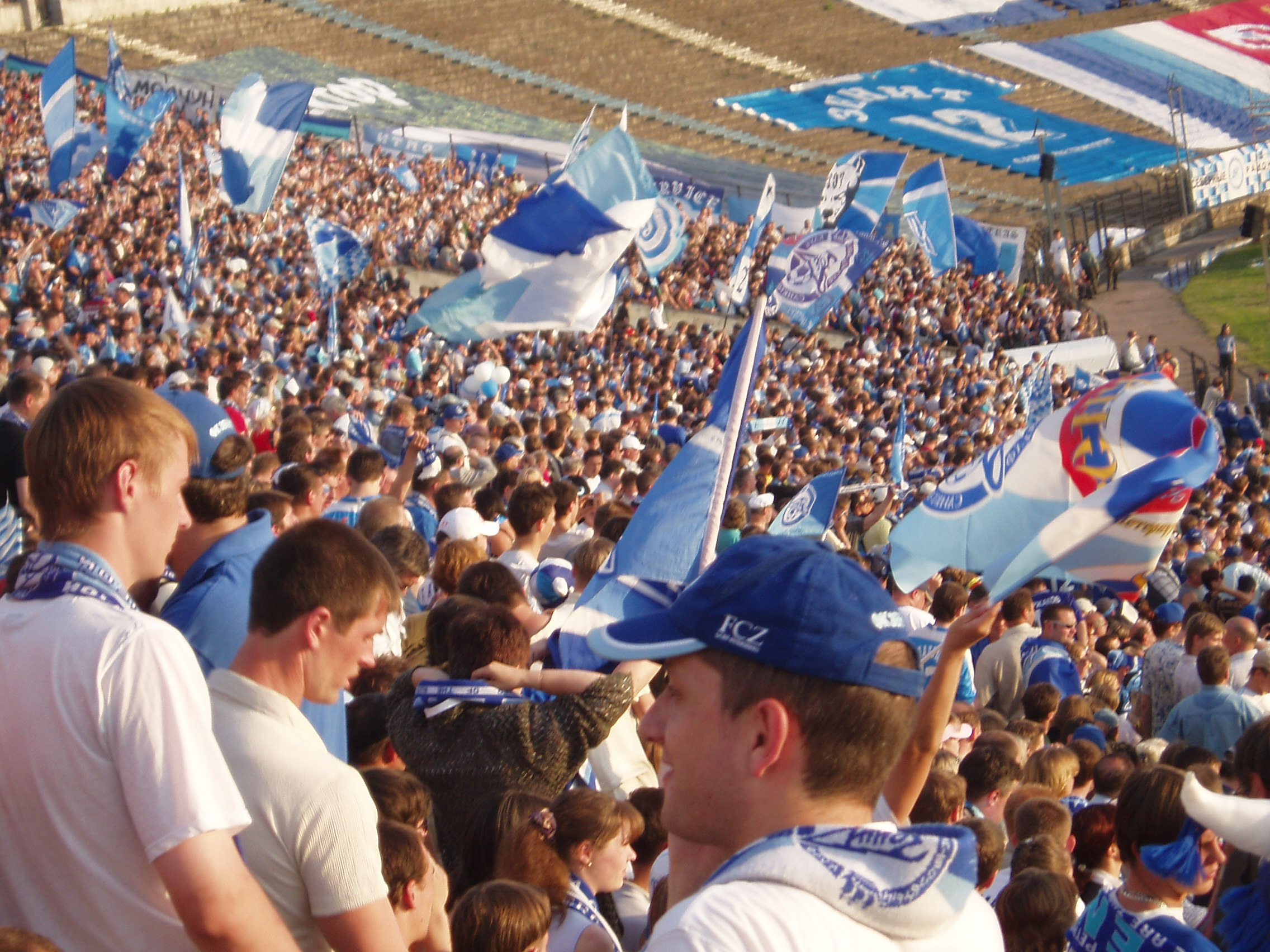
Tifosi dello Zenit

Già nel 2005 la tifoseria si era fatta notare, questa volta per aver fatto saltare l'acquisto di un giocatore di colore, il brasiliano Zé Roberto. A detta del direttore sportivo Sarsania l'acquisto era fallito per l'opposizione della moglie del giocatore brasiliano; l'allenatore Dick Advocat ha successivamente raccontato al Daily Telegraph che in realtà «la tifoseria non avrebbe capito» l'ingaggio di un giocatore di colore. Nel 2009 la tifoseria dello Zenit è salita alla ribalta per aver chiesto alla propria società di proibire l'accesso allo stadio alle donne, giacché la loro presenza farebbe da deterrente al tifoso intento ad insultare l'avversario. La società sembrava allora intenzionata ad accogliere tale richiesta.
Nel marzo 2011, durante la partita contro l'Anži, un tifoso dello Zenit ha lanciato al difensore Roberto Carlos, in forza agli avversari, una banana, gesto riconducibile all'ideologia razzista. Nel dicembre del 2012, il gruppo di tifosi più numeroso e importante dello Zenit di San Pietroburgo (Landscrona) ha pubblicato sul proprio sito un comunicato, denominato Selection 12 Manifesto, con il quale si oppone alla presenza in squadra di giocatori di colore o di minoranze sessuali, nel nome della purezza della razza. Il tecnico della squadra Luciano Spalletti e la stessa società sportiva russa si sono subito dissociati dai contenuti del documento.

## Organico

### Rosa 2024-2025
| N. |                     | Ruolo | Calciatore         |
| -- | ------------------- | ----- | ------------------ |
| 3  | Brasile (bandiera)  | D     | Douglas Santos     |
| 5  | Colombia (bandiera) | C     | Wílmar Barrios     |
| 6  | Brasile (bandiera)  | C     | Gerson             |
| 7  | Russia (bandiera)   | A     | Zelimchan Bakaev   |
| 8  | Brasile (bandiera)  | C     | Wendel             |
| 9  | Russia (bandiera)   | A     | Aleksandr Sobolev  |
| 10 | Francia (bandiera)  | A     | Wilson Isidor      |
| 15 | Russia (bandiera)   | D     | Vjačeslav Karavaev |
| 16 | Russia (bandiera)   | P     | Denis Adamov       |
| 17 | Russia (bandiera)   | A     | Andrej Mostovoj    |
| 20 | Russia (bandiera)   | C     | Maksim Glušenkov   |

| N. |                       | Ruolo | Calciatore         |
| -- | --------------------- | ----- | ------------------ |
| 21 | Russia (bandiera)     | C     | Aleksandr Erochin  |
| 23 | Russia (bandiera)     | D     | Arsen Adamov       |
| 25 | Serbia (bandiera)     | D     | Strahinja Eraković |
| 28 | Kazakistan (bandiera) | D     | Nuraly Álip        |
| 30 | Colombia (bandiera)   | A     | Mateo Cassierra    |
| 31 | Brasile (bandiera)    | A     | Gustavo Mantuan    |
| 41 | Russia (bandiera)     | P     | Michail Keržakov   |
| 79 | Russia (bandiera)     | C     | Dmitrij Vasil'ev   |
| 90 | Argentina (bandiera)  | A     | Luciano Gondou     |
| 99 | Brasile (bandiera)    | D     | Nino               |

### Staff tecnico
- Allenatore:  Sergej Semak
- Viceallenatore:  Anatolij Tymoščuk
- Viceallenatore:  Igor' Simutenkov
- Viceallenatore:  William
- Viceallenatore:  Aleksandr Anjukov
- Preparatore dei portieri:  Michail Birjukov
- Preparatore dei portieri:  Juryj Žaŭnoŭ
- Fisioterapista:  Pavel Pleškov
- Fisioterapista:  Eduardo Santos
- Analista:  Sam Dorin
- Medico sociale:  Sergej Puchov